# Iglesias
Iglesias (sardisk: Igrèsias, Bidd 'e Crèsia) er en by og en kommune (comune) i provinsen Sud Sardegna i regionen Sardinien i Italien. Byen ligger i 200 meters højde og har 26.992 indbyggere (2016). Kommunen har et areal på 208,23 km² og grænser til kommunerne Buggerru, Carbonia, Domusnovas, Fluminimaggiore, Gonnesa, Musei, Narcao, Siliqua, Vallermosa, Villacidro og Villamassargia.